# Etolikó
Etolikó, en grec moderne : Αιτωλικό, est une ville et un ancien dème d'Étolie-Acarnanie, en Grèce-Occidentale. Depuis 2010 et le programme Kallikratis, la ville  fait partie du dème de Missolonghi.
Selon le recensement de 2011, la population d'Etolikó compte 4 012 habitants.
Elle est située au nord du delta du fleuve Achéloos, au sud-ouest d'Agrínio, à environ 20 km au nord-ouest de Missolonghi, à l'ouest de Naupacte et du pont Rion-Antirion et au sud-est d'Astakós. Jusqu'à ce qu'elle fasse partie de la Grèce, elle était connue sous le nom d'Anatolikó (Ανατολικό), ce qui signifie en français : oriental.